# Калмиков Костянтин Сергійович
Костянтин Сергійович Калмиков (4 червня 1978, м. Харків, СРСР) — український хокеїст, лівий нападник.

## Ігрова кар'єра
Виступав за «Флінт Дженералс» (CoHL), «Детройт Фальконс» (CoHL), «Садбері Вулвз» (ОХЛ), «Сент-Джонс Мейпл-Ліфс» (АХЛ), «Дейтройт Вайперс» (ІХЛ), «Салават Юлаєв» (Уфа), «Герші Берс» (АХЛ), «Х'юстон Аерос» (АХЛ), «Бриджпорт Саунд-Тайгерс» (АХЛ), «Луїзіана Айс-Гейторс» (ECHL), «Ноттінгем Пантерс», «Мотор-Сіті Меканікс» (UHL), «Ельміра Джекелс» (UHL), «Больцано», «Пенсакола Айс-Пайлотс» (ECHL), «Понтебба», «Галл Стінгрейс», «Вермонт Валд» (ФХЛ), «Харківські Акули» (ПХЛ).
У складі національної збірної України учасник чемпіонату світу 2000 (6 матчів, 2+0).